# 瑞典中央銀行
瑞典中央銀行（瑞典語：Sveriges riksbank），又名瑞典國家銀行、舊譯瑞典銀行，始创于1668年，是瑞典的中央銀行，也是世界上历史最悠久的中央銀行。在1968年成立三百周年时，为纪念阿尔弗雷德·诺贝尔，瑞典央行出资设立了瑞典银行经济学奖，即诺贝尔经济学奖。
瑞典央行隸屬瑞典議會，發行瑞典克朗，負責貨幣政策維持物價穩定，維繫一個安全和有效率的支付系統。瑞典央行認為物價穩定有赖於低而穩定的通貨膨脹，消費者物價指數應維持在百分之二左右。瑞典央行管理約二千億瑞典克朗資產，以實行貨幣政策、買賣外匯，以及在需要時為銀行提供緊急流動現金支援。

## 歷史
瑞典中央銀行的前身為約翰·帕姆斯特魯奇於1656年成立的斯德哥爾摩銀行（Stockholms Banco），為瑞典第一間銀行。斯德哥爾摩銀行雖為私人銀行，但受到國家嚴密監管。雖然斯德哥爾摩銀行發行了歐洲第一批鈔票，但由於公眾對這批鈔票缺乏信心，銀行於1664年倒閉。4年後，瑞典國會成立國會銀行（Riksens Ständers Bank），直接由國會規管。國會銀行資助了瑞典對外用兵，如斯科訥戰爭和大北方戰爭。1701年，銀行發行名為的票據，即現代鈔票的前身。
1866年，瑞典議會取代舊有國會，國會銀行改為現名。1873年，瑞典加入斯堪的納維亞貨幣聯盟，實行金本位，並開始發行瑞典克朗。1897年，《國家銀行法案》（Riksbankslagen）通過，國家銀行正式成為瑞典的中央銀行，享有獨家發行鈔票的權利。

## 歷任總裁
| 總裁/央行行長      | 出任年期                      |
| ------------------ | ----------------------------- |
| Ivar Rooth         | 1929－1948年                  |
| 克拉斯·布克        | 1948－1951年                  |
| Mats Lemne         | 1951－1955年                  |
| Per Åsbrink        | 1955－1973年                  |
| Krister Wickman    | 1973－1976年                  |
| 卡爾·亨里克·諾蘭德 | 1976－1979年                  |
| Lars Wohlin        | 1979－1982年                  |
| 本特·丹尼斯        | 1982－1993年                  |
| 鄂本·貝克斯托姆    | 1993－2002年                  |
| 海克斯坦           | 2003－2005年                  |
| 英韋斯             | 2006年－ （任期至2011年年底） |

## 政策利率
瑞典中央銀行負責制定政策利率。瑞典中央銀行向存款的銀行提供的存款利率為政策利率減0.1%，而銀行向瑞典中央銀行借款的利率為政策利率加0.1%。
| 日期           | 政策利率 | 轉變   | 資料來源    |
| -------------- | -------- | ------ | ----------- |
| 2022年9月20日  | 1.75%    | +1.00% | [ 5 ] [ 6 ] |
| 2022年11月24日 | 2.50%    | +0.75% | [ 7 ] [ 8 ] |
| 2023年2月9日   | 3.00%    | +0.50% | [ 9 ]       |

## 外部連結
- （英文）（瑞典文）瑞典中央銀行 （页面存档备份，存于）